# Райко Валерій Вікторович
Валерій Вікторович Райко (5 серпня 1960) — український військовик. Генерал-лейтенант. Доктор педагогічних наук (2009). Професор.. Ректор Національної академії Державної Прикордонної служби України імені Богдана Хмельницького (з 2002 по 2014).

## Біографія
Народився 5 серпня 1960 року в селі Єлизаветівка, Мар'їнський район, Донецька область. У 1981 році закінчив Донецьке вище військово-політичне училище інженерних військ та військ зв'язку. Гуманітарну академію Збройних сил Російської Федерації (1993).
З 1981 року проходив службу в Групі радянських військ у Німеччині та в Закавказькому військовому окрузі.
З 1993 по 1998 рр. — служив у Національній гвардії України на посадах начальника і заступника командира дивізії з виховної роботи.
З 1998 до червня 2002 рр. — проходив службу у Внутрішніх військах МВС України, де обіймав посади заступника командира бригади з виховної роботи та командира навчальної бригади.
З червня по жовтень 2002 рр. — перший заступник ректора Національної академії Прикордонних військ України імені Богдана Хмельницького .
З 10 жовтня 2002—2014 рік Начальник Національної академії Прикордонної служби України імені Богдана Хмельницького.